# Pavol Lisy
Pavol Lisý (Dunajská Streda, 9 febbraio 1995) è un goista slovacco 2 dan professionista per la Federazione europea; è stato il primo giocatore professionista di go certificato dalla Federazione europea.

## Biografia e carriera

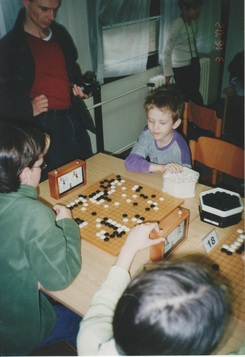
Pavol Lisý all'età di 7 anni

Dopo essersi diplomato alla scuola superiore Grosslingová, Pavel ha studiato presso la Facoltà di Matematica, Fisica e Informatica dell'Università Comenius di Bratislava; lì ha discusso con successo prima una tesi di laurea sul tema "Criptovalute" e poi una tesi di diploma sul tema "L'uso della modellazione statistica per prevedere il comportamento dei giocatori di giochi mobili". Oltre al Go, attualmente lavora come programmatore nel campo dell'elaborazione dati.
Lisý ha iniziato a giocare a go all'età di 5 anni. A 6 anni ha concluso il suo primo torneo al Campionato europeo per bambini del 2001 con sei vittorie su sei partite. Ha studiato go a casa e in seguito è stato istruito da Miroslav Poilak 3d una volta a settimana. Nel 2009, ha ricevuto una borsa di studio per 10 giovani promettenti giocatori provenienti da 10 Paesi per studiare go per 3 mesi presso la Kings Baduk School nelle montagne vicino a Pechino. Successivamente ha studiato in Corea sotto la supervisione dei giocatori professionisti Kim Sung-Rae 8p, Kim Seong-Ryong 9p e Hong Seul-Ki 7d. Lisý è stato promosso a dilettante 6-dan nel 2012, un anno dopo è stato promosso a dilettante 7-dan.
Nel 2014 Lisý è diventato il primo giocatore professionista certificato dalla Federazione Europea di Go dopo essersi classificato al primo posto nel Torneo di Qualificazione Pro del 2014. Nello stesso hanno ha vinto la prima edizione del torneo cinese Qinling Mountains Cup. Nel 2018 è stato promosso a professionista di 2-dan e ha vinto il Campionato europeo di go. Nel 2019 ha superato il primo turno della Chunlan Cup, sconfiggendo il goista nordamericano Lu Haojun; Lisy è stato poi eliminato al secondo turno dal cinese Chen Yaoye.

## Palmarès
| Torneo                                      | Vittorie | Finalista |
| ------------------------------------------- | -------- | --------- |
| Campionato europeo di go per professionisti | 1 (2018) |           |
| Campionato europeo di go                    | 1 (2018) | 1 (2013)  |
| Totale                                      | 2        | 1         |